# Ангье, Мишель
Мише́ль Ангье́ (фр. Michel Anguier; 28 сентября 1612, Э — 1 июля 1686, Париж) — французский скульптор академического направления «большого стиля» эпохи правления короля Людовика XIV. Мастер монументально-декоративной и садово-парковой скульптуры. Академик (с 1668) и ректор (с 1671) Королевской академии живописи и скульптуры в Париже. Младший брат скульптора Франсуа Ангье. Романист.

## Биография
Мишель Ангье обучался рисунку и скульптуре у своего старшего брата Франсуа Ангье (1604—1669), затем у Симона Гиллена (фр. Simon Guillain), после чего уехал в Рим, где провёл десять лет. В Италии он подружился и работал с Алессандро Альгарди, Никола Пуссеном и Франсуа Дюкенуа.
Ангье приписывают скульптуру «Аллегория правосудия», расположенную в левой части тимпана главного алтаря церкви Сан-Джованни-деи-Фиорентини в Риме.
По возвращении в Париж в 1651 году, он работал вместе с братом над надгробием Анри, герцога Монморанси в Мулене. Он работал у Никола Фуке в его поместье в Сен-Манде.
В 1654—1655 годах Мишель Ангье занимался украшением апартаментов Анны Австрийской во дворце Лувра. В 1659 году создавал скульптуры для сада Тюильри. Среди его самых известных работ — барельефы монументальных Ворот Сен-Дени, созданные вместе с братом Гийомом (1628—1708) по эскизам Шарля Лебрена, статуя Иисуса Христа в церкви Валь-де-Грас, скульптура «Рождество» в парижской церкви Сен-Рош.
Он является автором скульптур для алтаря церкви Сен-Дени-де-ла-Шартр в Париже, мраморного Распятия для главного алтаря церкви Сорбонны и статуй Плутона, Цереры, Нептуна и Амфитриты в садах Версаля. Ему приписывают создание статуи «Зима» в Люксембургском саду в Париже. В Лувре хранится скульптура Геркулеса, помогающего Атланту поддерживать земной шар, а также четыре бронзовые статуэтки его работы, подаренные в 1693 году Андре Ленотром Людовику XIV: Юпитер, Юнона, Амфитрита и Марс, складывающий оружие.
Скульптор скончался 11 июля 1686 года в Париже. На родине ему установлен памятник. В Руане памятники Мишелю Ангье и Никола Пуссену (оба — работы Жозефа Турнуа) украшают главный вход городского музея изящных искусств.

## Галерея

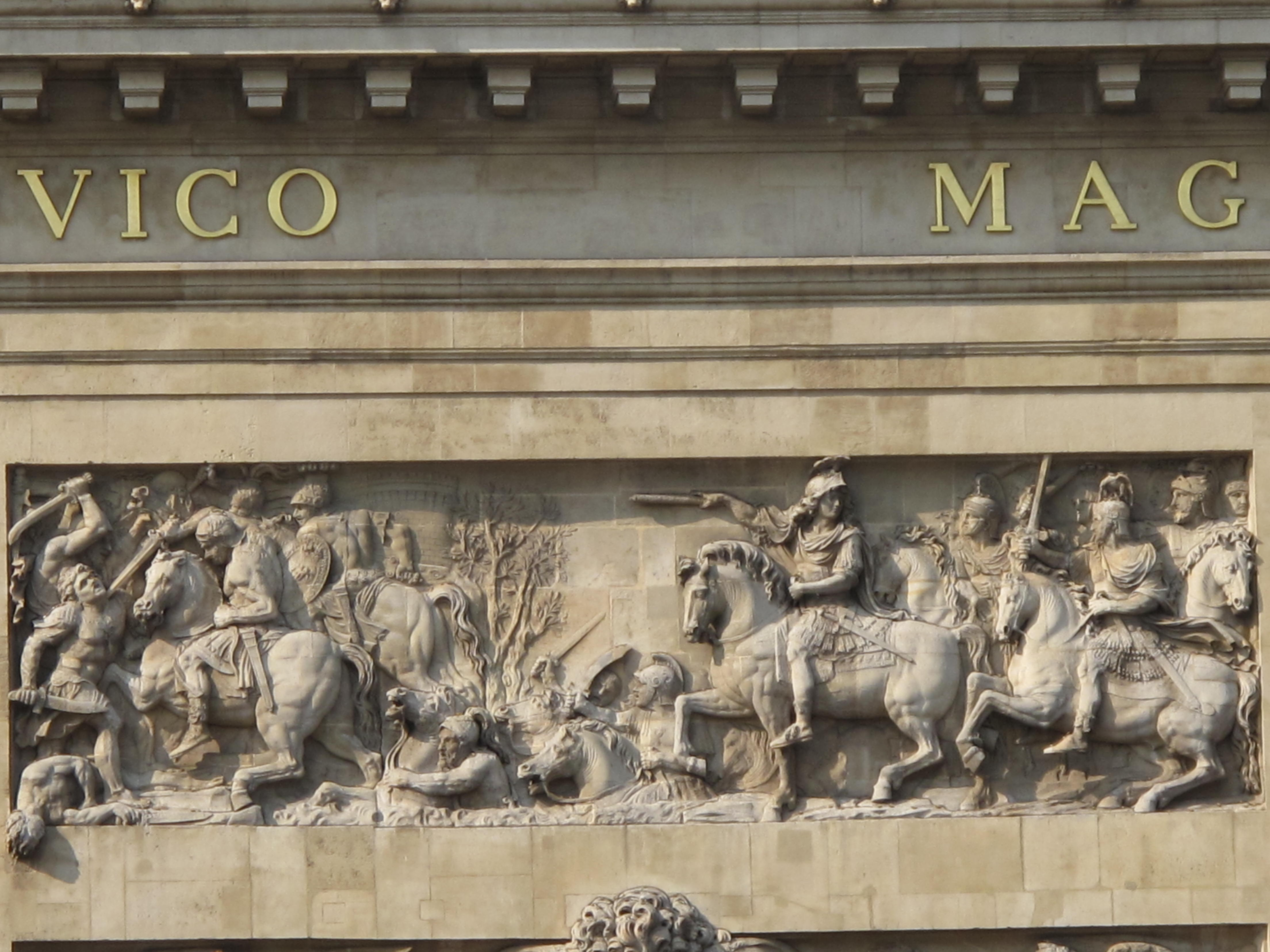
Переход через Рейн. 1672. Деталь рельефа фриза Ворот Сен-Дени, Париж
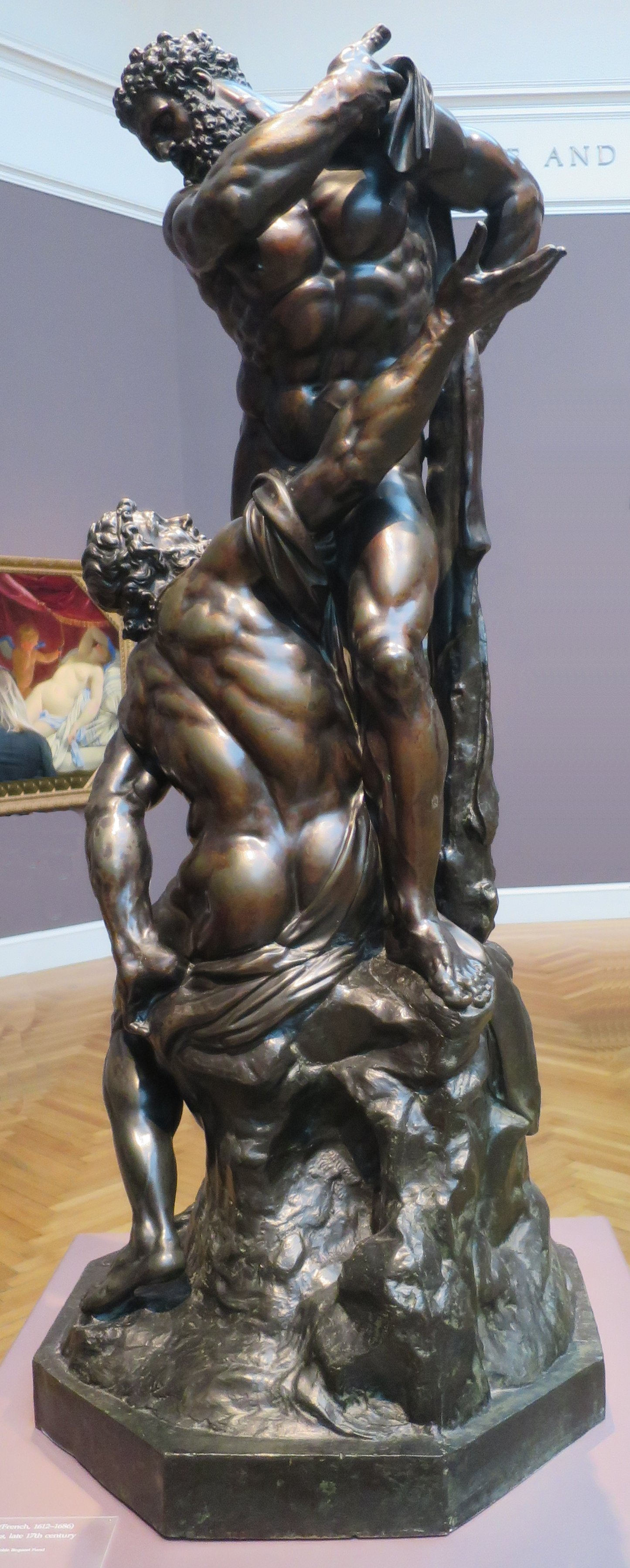
Геркулес и Атлас. 1668. Бронза
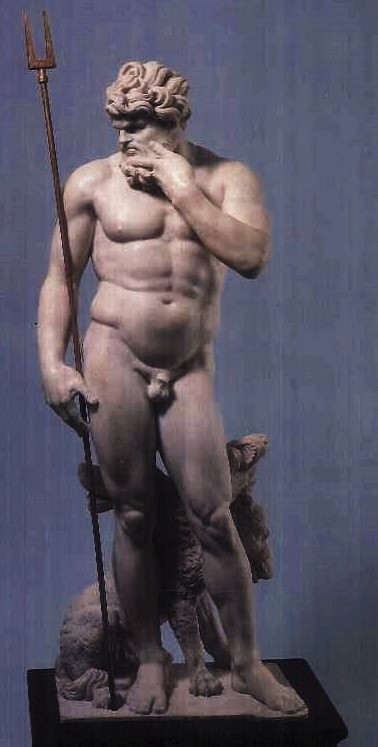
Плутон. 1669. Мрамор
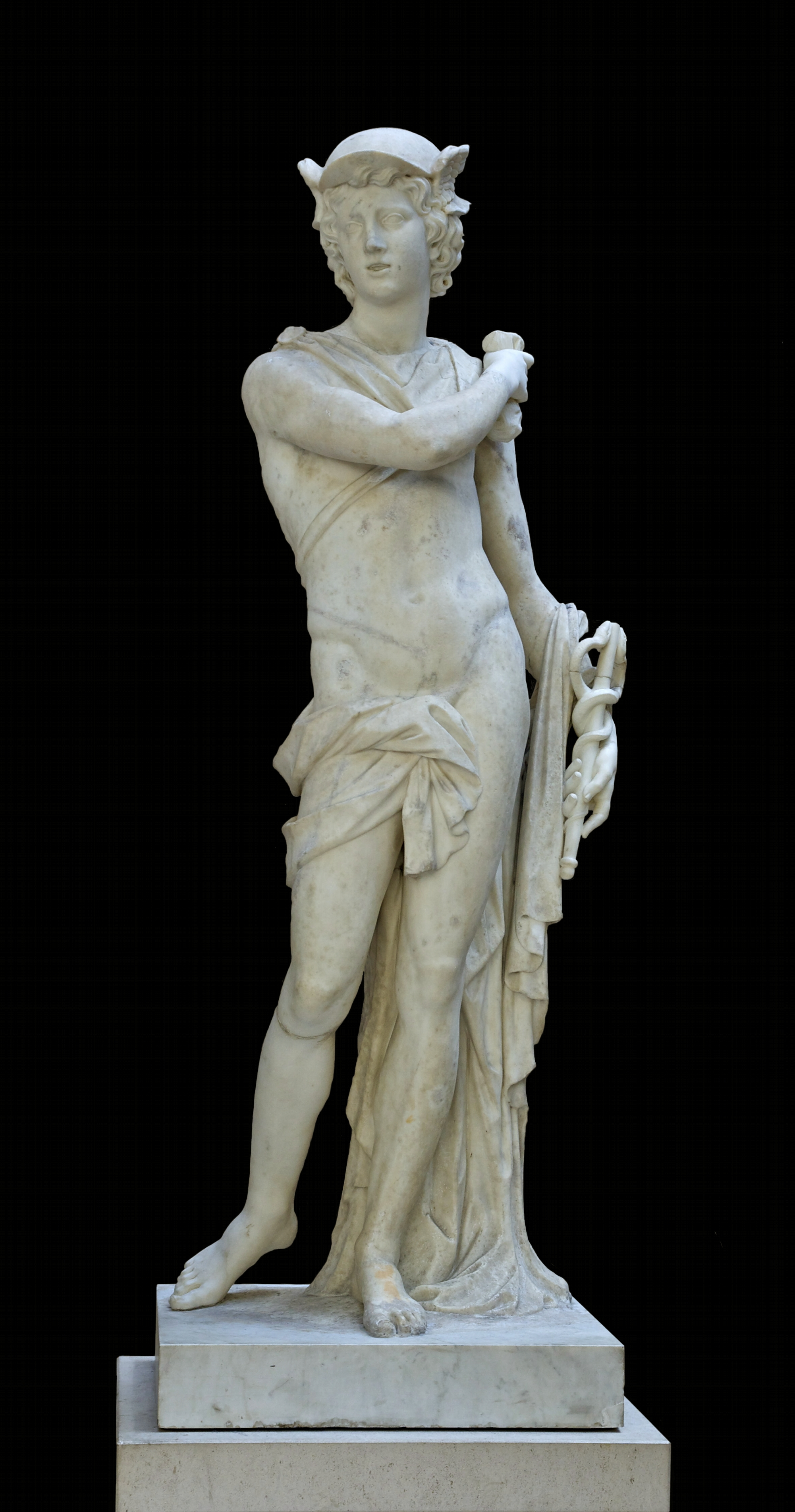
Меркурий. Мрамор. 1698. Лувр, Париж
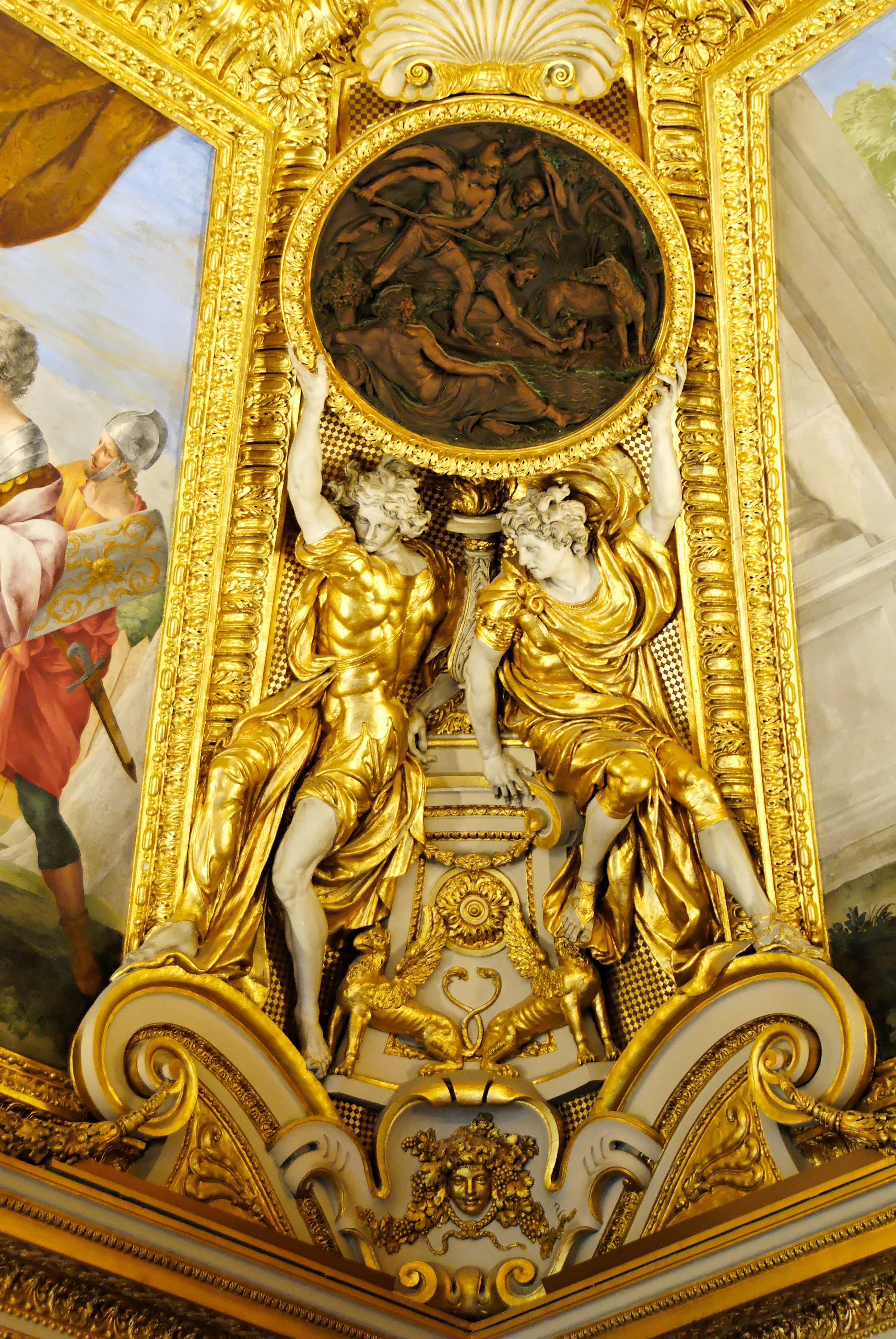
Ромул и Рем, вскармливаемые волчицей. Лепной барельеф падуги. Большой кабинет королевы, Луврский дворец, Париж
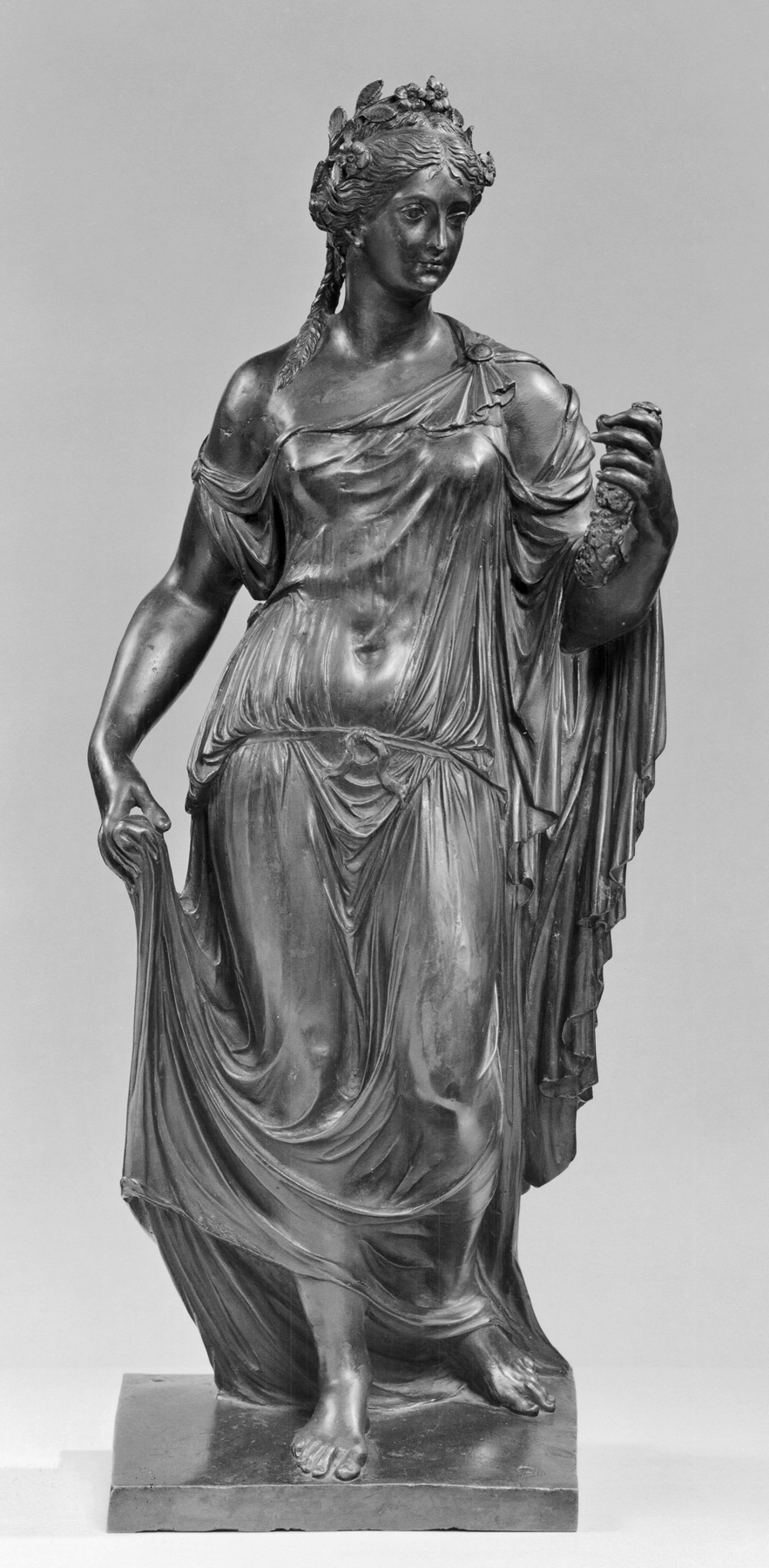
Флора. Бронза. Между 1650 и 1680. Художественный музей Уолтерса, Балтимор, США
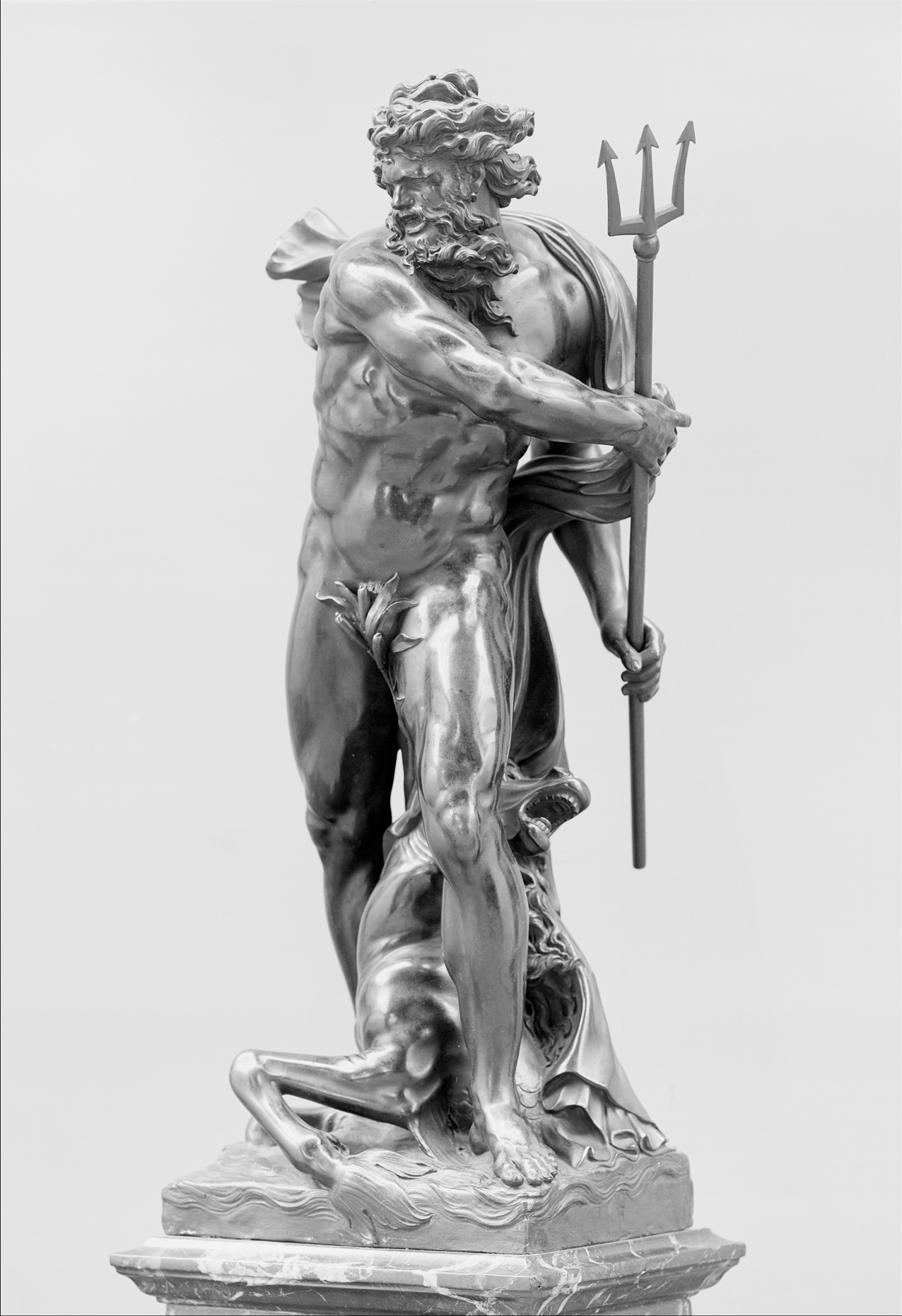
Нептун. Бронза. Метрополитен-музей, Нью-Йорк
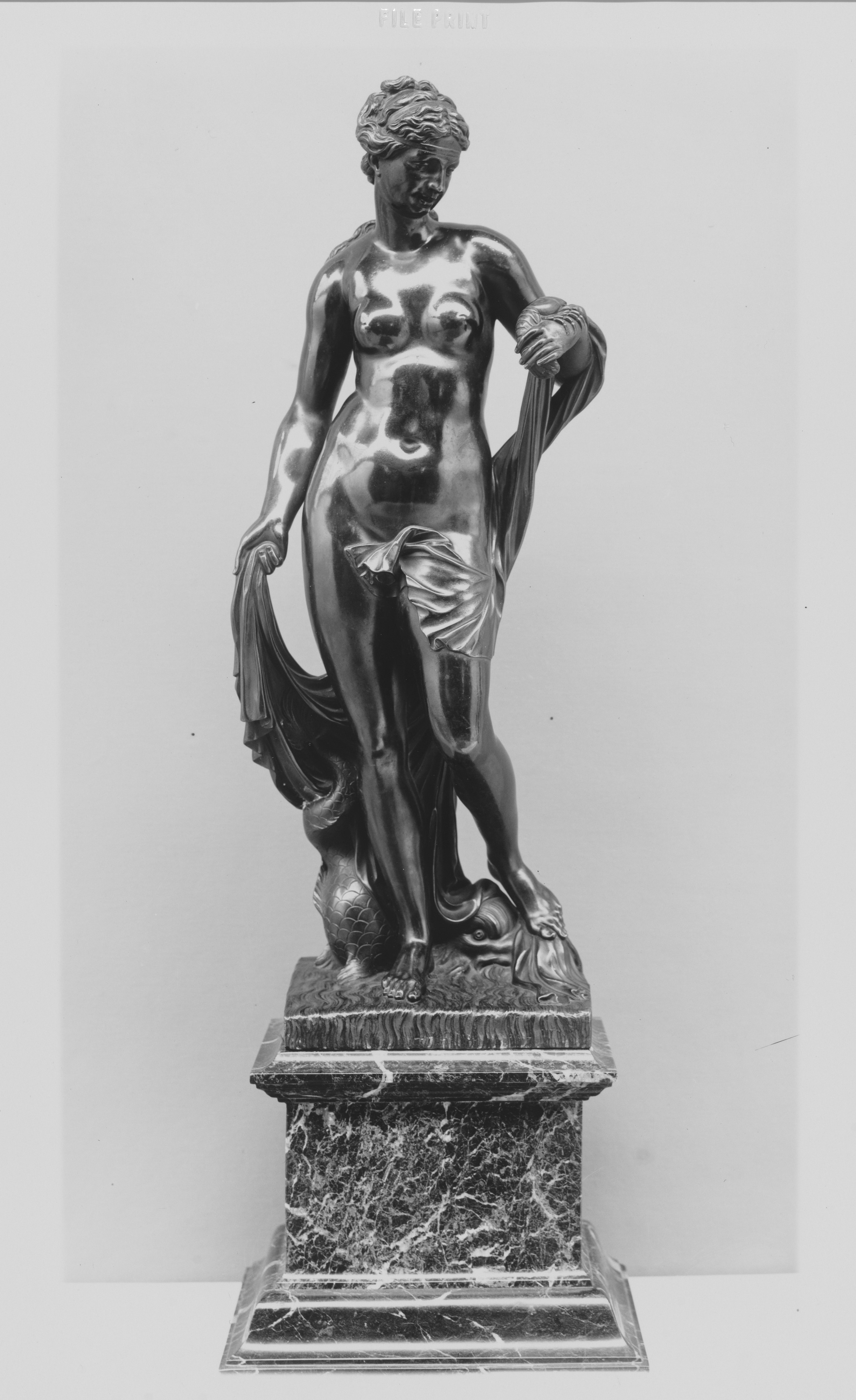
Aмфитрита. Бронза. Метрополитен-музей, Нью-Йорк